# パイ

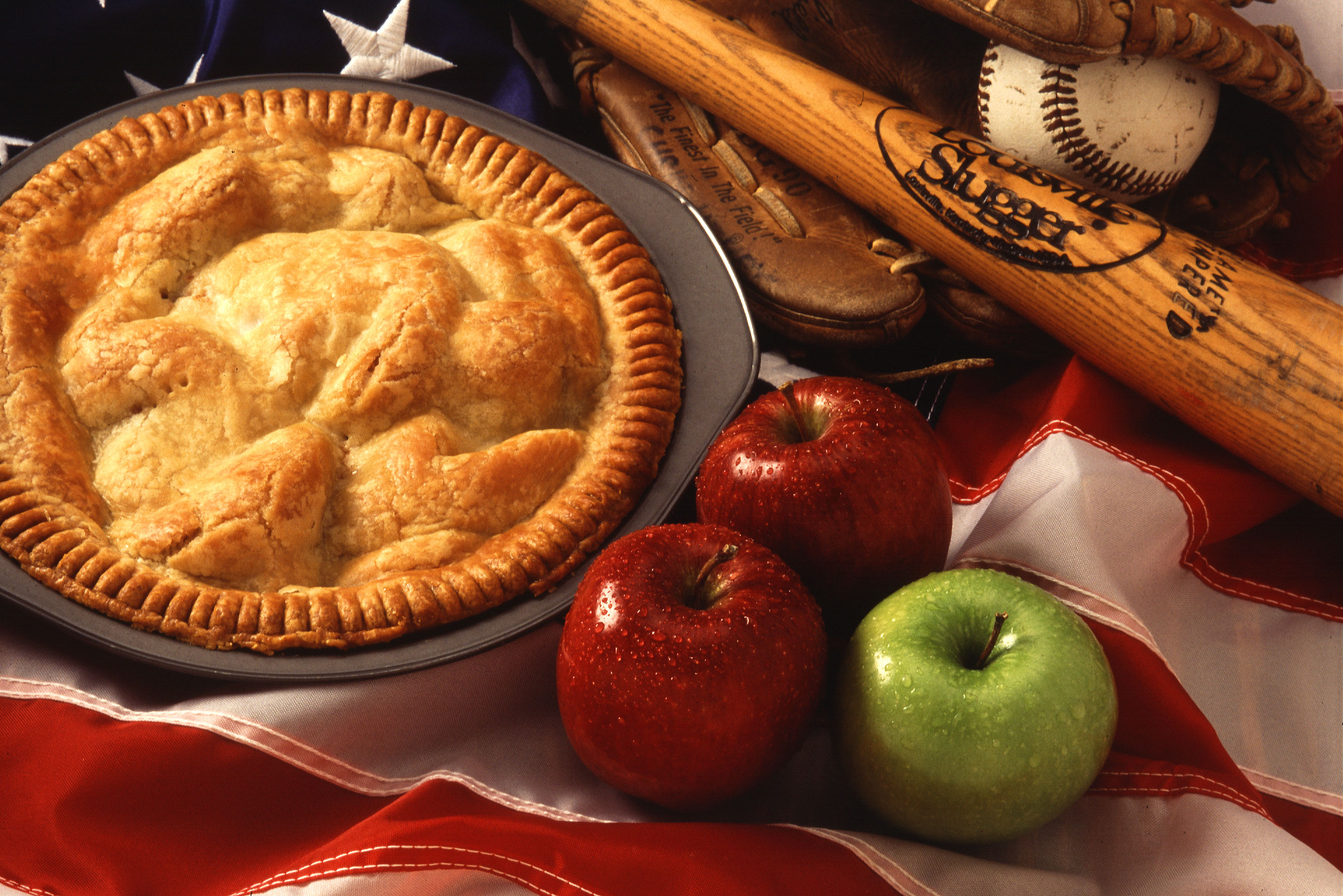
アップルパイ

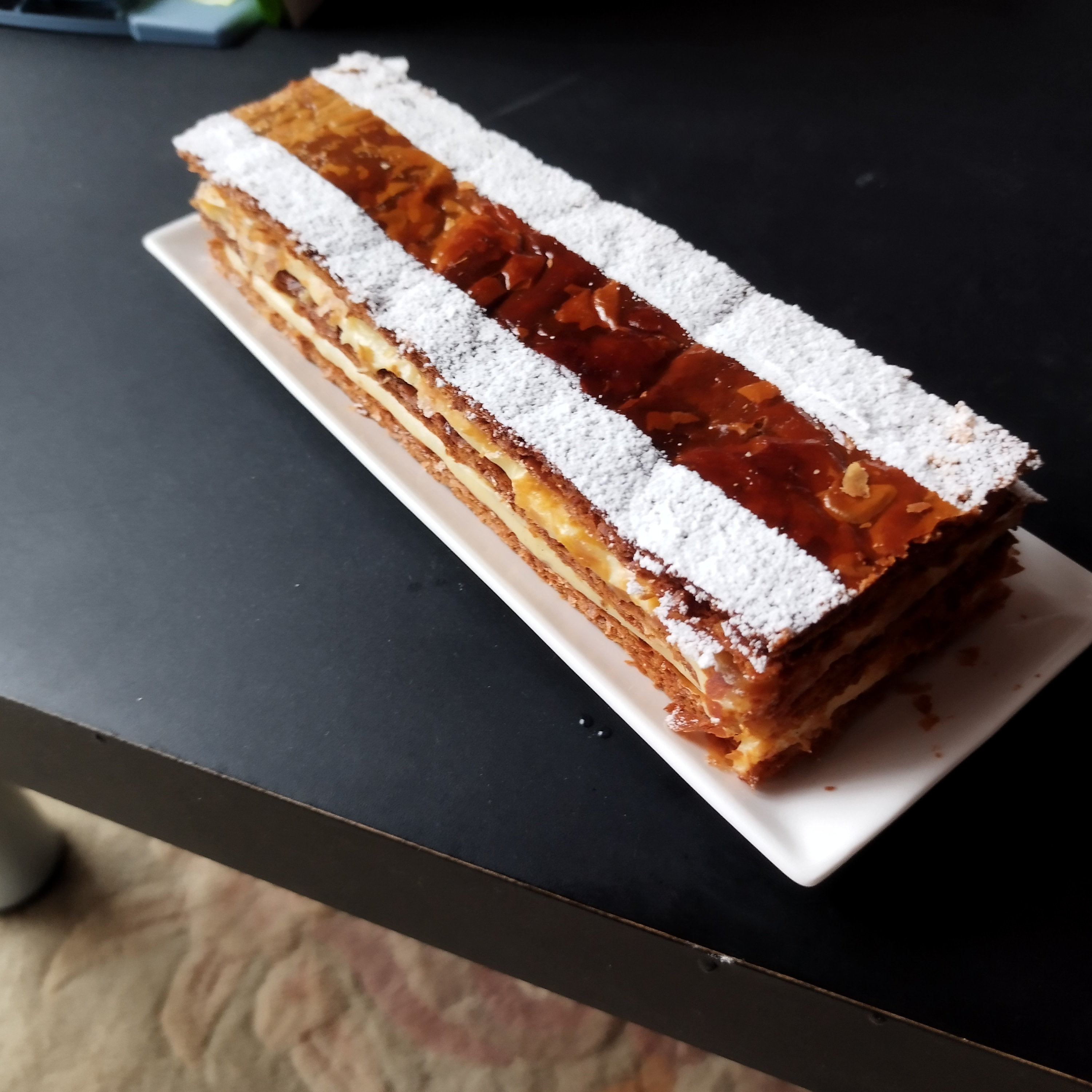
ミルフィーユ（ナポレオンパイ）

パイ（英: pie、独: die Pastete, der Blätterteig、仏: tarte, tourte）は、小麦粉とバターなどから作った生地（パイ生地）に、甘く煮た果実類やナッツ類、肉類その他を包み込むなどして、オーブンで焼き上げた料理あるいは菓子。バターの代わりにショートニングやラードを用いることもあり、卵や砂糖を入れる場合もある。
なお、「パイ」と名称に付いてもパイではない食品や、食品としての使用目的以外に作られるパイも存在する（後述）。

## 由来
原型として、古代エジプトの「ウテン・ト」や中近東の「バクラバ」が挙げられ、現代のパイの発案者として、クロード・ロランとコンデ侯爵家のフィユ（Feuillet）の2説がある。
オックスフォード英語辞典によれば、パイに関する最初の記録は1303年、ヨークシャーのボルトン修道院の出納帳であるという。イギリスでの初期のパイはベイクド・ミート・パイのようなパイ包み焼き料理だった。原始的なかまどでの長時間の炙り焼きに耐えられる容器として、パイ皮は非常に厚く硬く作られ、食用には適さなかった。16世紀になり、オーブンの改良とペストリーの進歩により、食べるためのパイ皮のレシピが現れ始める。一方、アラブ世界から伝わった菓子パンの影響から、イタリアではルネサンス期に小さくて甘いパイが発展し、ヨーロッパ全域に広まった。

### 「パイ」と名称に付くパイではない食品
ボストンクリームパイ、ムーン・パイや日本の菓子であるチョコパイなど、ケーキなのにパイと名がつく場合がある。チョコパイを製造するロッテでは米国では丸いケーキをパイと呼ぶからとしている。しかし、これはアメリカの植民地時代に限った話で、パイ皿でケーキを焼くのが一般的であったことに由来する。ボストンクリームパイが作られたのも植民地時代で、明らかにケーキなのがパイという名称で定着してしまったためである。

## 代表的なパイ

### 甘いパイ
- アップルパイ：リンゴを用いたパイ。
- ストロベリーパイ：いちごを用いたパイ
- ピーチパイ：モモを用いたパイ。
- バナナパイ：バナナを用いたパイ。

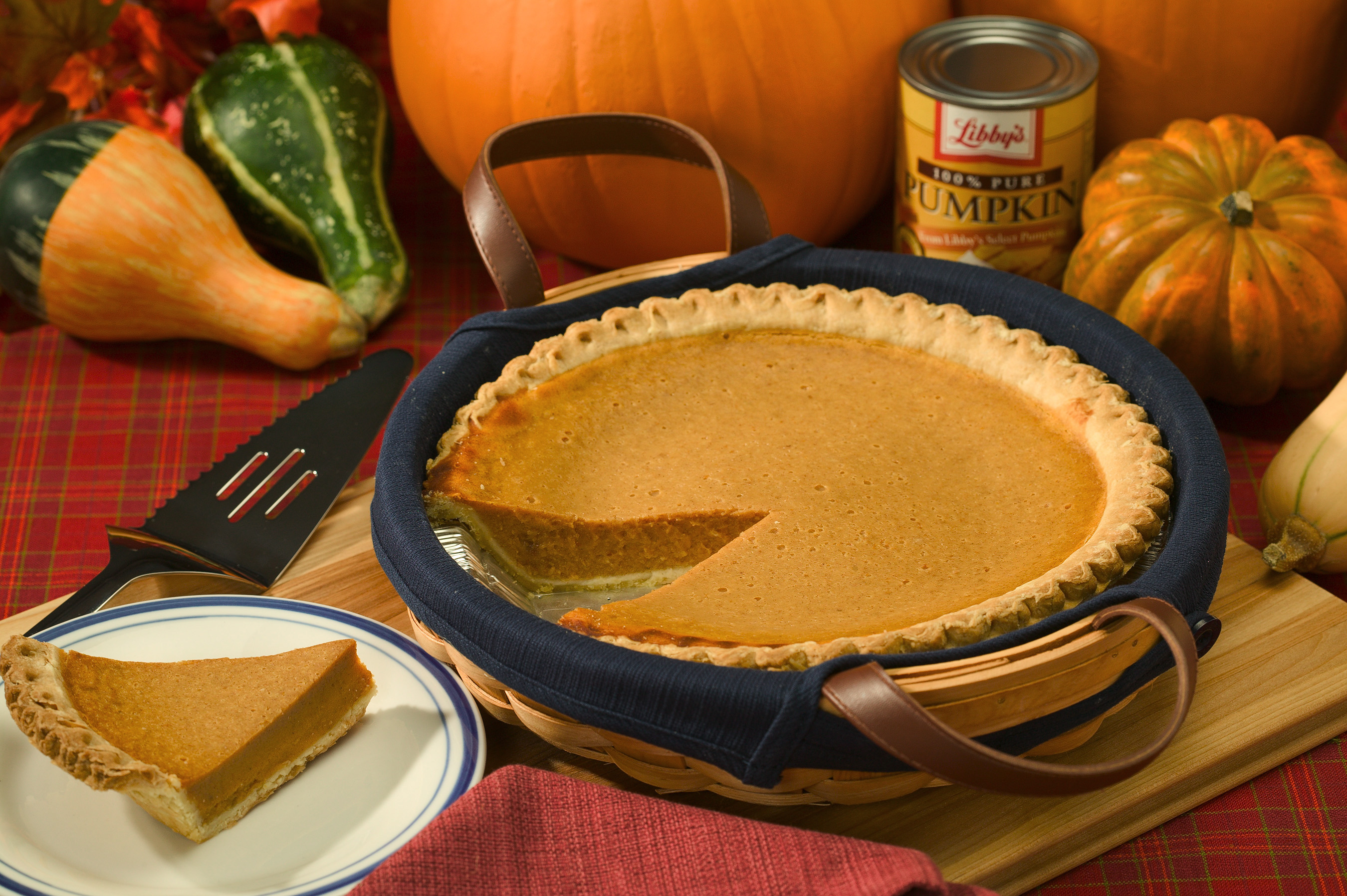
パンプキンパイ

- パンプキンパイ：甘く煮たカボチャのペーストを包んだものやカボチャ味のフィリングを焼いたもの。秋から冬にかけてハロウィンなどによく作られる。
- チェリーパイ：生のサクランボまたはサクランボの砂糖煮を包んだもの。テレビドラマ『ツイン・ピークス』の登場人物の好物であったため、日本でも有名になった。『劇場版 どうぶつの森』でも、サリーとあいが度々隠語として口にしていて、それが重要なキーワードになっている。
- ラズベリーパイ：ラズベリーを使用する。さまざまな派生レシピがある。
- ペカンパイ：ペカンとコーンシロップ、カスタードを用いたパイ。
- ミンスパイ：ブランデーなどに漬け込んだ、刻んだドライフルーツを包んだもの。この中身は「ミンス・ミート」と呼ばれるが、ミート（肉類）ではない。この呼称は昔、挽肉（mince）とドライフルーツ類を混ぜたものを詰めていたなごりで、現代では肉は入れない。
- ミルフィーユ：焼いたパイ生地とクリーム類やフルーツを層状に重ねたもの。肉類や魚類の料理で焼いたパイ生地と層を成すように重ねたものは「ミルフィーユ仕立て」と呼ばれることがある。ナポレオンパイとも呼ばれる。

以下は「パイ」とは呼ばれるものの、オーブンで焼いたものではなく、焼いたパイ生地や砕いたグラハム・クラッカーなどをバターと混ぜたものを敷き詰めたパイ皿（上述のパイのように練りパイ生地だけを台にしているものもある）にクリームなどを盛り付けた生菓子の仲間である。
- レモンパイ：レモンの果皮や果汁で味と香りをつけたメレンゲやクリームを用いる。トッピングにメレンゲを用いる場合はレモン・メレンゲパイとも呼ばれ、短時間オーブンで焼いてメレンゲに焼き色をつける。
- カスタードパイ：カスタードクリームを用いたもの。粉砂糖を振りかけて飾る。
- キーライムパイ：ライムの果汁を加えたフィリングとメレンゲを使ったアメリカでポピュラーなパイ。本物はキーライムを用いる。
- バナナクリームパイ：薄切りにしたバナナとカスタードクリームのパイ。
- ミシシッピーマッドパイ：チョコレートとアイスクリームを用いた冷たいパイ。

日本にはパイ生地を用いて、中に小豆や栗、カボチャやサツマイモなどの餡を詰めた折衷様式の和菓子もある。

日本のレアチーズケーキは上記のパイ皿を生地としている物が多い（ムース風の物やタルト生地の物などパイ皿を用いない物もある）。

### 甘くないパイ

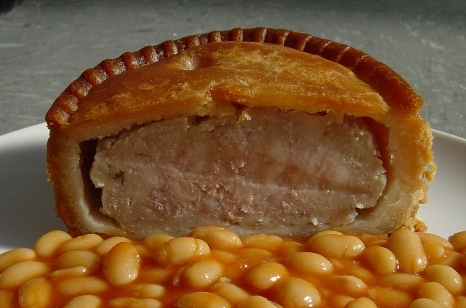
メルトン・モーブレー・ポークパイ

- ステーキ・アンド・キドニー・パイ：細切りにした牛肉と牛の腎臓を包み込んだもの。イギリスでポピュラーなパイ。
- ポークパイ：味付けした豚肉の細切れを包み込んだもの。冷たいまま食べる。
- ハンバーグパイ：ハンバーグをパイ生地で包んだもの。
- ハンギパイ：ロトルアにある蒸し焼きの牛肉入りのパイ。
- ミートパイ：味付けした肉類（ミートソースの場合もある）を包んだもの。
- キッシュ：型に合わせた練りパイ生地に肉や野菜などを入れ、チーズを振掛けて焼き上げる。フランスのロレーヌ地方の郷土料理。
- シェパーズパイ：「羊飼いのパイ」という意味で、子羊の挽肉を塩・コショウ・ハーブ・タマネギ・羊の骨から抽出したスープと炒めてから耐熱容器に移し、野菜を加え、上にマッシュポテトを盛ってオーブンで焼いたもの。パイ生地は用いない。イギリス料理。別名コテージパイ。
- スターゲイジー・パイ：コーンウォールのマウゾルという漁村で、嵐の夜に漁に出て村を飢餓から救った伝説の漁師を讃えて、12月23日の夜に食べられる伝統のあるパイ[2]。
- セイボリーパイ（Savory）：アメリカの家庭で昔から作り続けられてきた食事パイ[5]。ザリガニパイなど。
- ラビットパイ（英語版）：イギリスの児童文学作品ピーターラビットのおはなしの主人公ピーターラビットのお父さんがマグレガーおばさんによってパイにされてしまったことでよく知られている、うさぎ肉を用いたパイ料理。
- ピザパイ：ピザの別名[6]。 小麦粉を練ってイーストを加えたものを平たく円形にのばし、具材をのせて焼いたイタリア風のパイ[7]。20世紀半ばには英語でピッツァパイと呼ばれていた[8]。パイの一切れ「ピース・オブ・パイ」から、ピザ・パイと呼ばれるようになったともいう[9]。

### その他のパイ
- カレリアンピーラッカ：具材にライスプディングやオーラリィニプーロ（フィンランド語版）(大麦で作ったプディング)、マッシュポテトが用いられている。
- ピローク：基本は甘い味付けのものが主流だが、場合によって肉や野菜を詰めた惣菜料理のパイとなっている。ロシア料理・ウクライナ料理の一部である。

### 日本の菓子
- うなぎパイ
- 三立製菓 - 源氏パイ、平家パイ
- 不二家 - ホームパイ
- ロッテ - パイの実
- フルタ製菓 - 生クリームパイ

## パイ生地を利用した料理
- パイ包み焼き：肉類や魚類の香りを逃がさないように、全体をパイ生地で包み込んでオーブン焼きした料理。
- ポットパイ：シチューやスープを入れた耐熱容器の口に蓋をするようにパイ生地を貼り付け、容器ごとオーブンで焼いたもの。中のシチューやスープにパイを崩し入れながら食べる。パイ生地で具を包んで焼くこともある。
- アップルダンプリング：皮をむいたリンゴをパイ生地で包みこんでオーブンで焼いた菓子。果実を丸ごと包むブールドロ（これのリンゴをセイヨウナシに変えるとドゥイヨン）という菓子もある。

## 菓子パイ
上述の折込パイでの製造過程において、砂糖の粒（主にグラニュー糖）を練り込んだり表面にまぶした後、形を整えて焼き上げた菓子である。ただし、ケーゼシュタンゲンのように砂糖を用いない菓子パイも一部にはある。なお食品成分表での食品名はパフパイと表記されている。
焼き上げの時に溶けた砂糖が、出来上がった後に冷えて固まることから、他のパイよりも硬い食感がある。
- リーフパイ
- スティックパイ
- パルミエ
- ケーゼシュタンゲン

## 食品でないパイ
- パイ皿（厚手の紙やアルミ箔でつくられた深さのある皿）にホイップクリームや食品ではないシェービングクリームを盛ったものは、コメディやバラエティ番組において良く用いられる。特にアメリカの映画やテレビドラマ、アニメによく登場する。他の登場人物の顔にぶつけるため、あるいは互いにぶつけ合うために用いられる。そういったシチュエーションは「パイ投げ」と呼ばれる。欧米では政治家や大企業の経営者の会見などで敵対意識を持った人に投げつけられることもある。
- 一般にパイは切り分けて食べられ、食べる人数によって1人あたりの量が変わることから、「複数者によって分け合われる収益や顧客などの総量」の比喩に使われ、「パイを奪い合う」「パイが大きくなる（＝市場規模が大きくなる）」などと言う。ちなみに円グラフを英語でパイチャート（pie chart）と呼ぶ。
- 様々なスポーツ競技に使われるフリスビーは、もともとはパイ皿を使った射的遊技であった。